# Babaeski
Babaeski o Babaeskisi és una vila de Turquia, situada a la Tràcia oriental a 50 km al sud-est d'Edirne. La seva població és d'uns 10.000 habitants.

## Història
Fou la Bulgarophygon dels romans d'Orient i va agafar el seu nom pels dervixos turcs que s'hi van establir al segle xiii.
Al segle xvii fou un kada del sandjak de Vize i més tard va passar al de Kirkkilise (Kirklareli) i avui dia és un kada del sandjak de Kirklareli. El 1945 tenia 5.936 habitants. El kada tenia 37.607 habitants el mateix any. Modernament és un kada o districte de la província de Kırklareli, regió de la Màrmara, amb una població de 25.559 habitants i superfície de 652 km².